# Пам'ятник Мігелю де Сервантесу (Москва)
Пам'ятник Мігелю Сервантесу в Москві встановлений на Ленінградському шосе в парку Дружби.

## Історія
Ця скульптура — точна копія пам'ятника письменнику Мігелю Сервантесу на площі Кортесів в Мадриді, встановленого в XIX столітті. У 1980 році радянський посол Юрій Дубінін домовився з урядом Іспанії про обмін культурними знаками уваги, в СРСР був виготовлений і подарований пам'ятник Пушкіну (скульптор — Олег Комов). Так в Мадриді з'явився пам'ятник Олександрові Пушкіну, а в Москві — пам'ятник Сервантесу.
Узагалі, автором і скульптором пам'ятника Сервантесу є Антоніо Сола, але оскільки пам'ятник знаходиться на п'єдесталі та ще й з оформленням майданчика навколо нього, то логічно вказати, що це також і робота архітекторів І. Воскресенського і Ю. Калмикова.

## Пам'ятник сьогодні
З 2000 року вандали неодноразово відламували шпагу від скульптури. Кілька разів шпагу відновлювали, але, мабуть, надійно закріпити не вдається, тому кожен раз вандали забирали шпагу. Так і стоїть тепер письменник без шпаги, оскільки відновлювати її давно вже перестали.